# Дюдеффан, Мари
Мари́ де Виши́-Шамро́н, маркиза Дюдеффа́н, также дю Деффа́н (фр. Marie de Vichy-Chamrond, marquise du Deffant; 25 сентября 1697 года, Линьи-ан-Брионнэ (фр.), Бургундия — 23 августа 1780 года, Париж) — французская корреспондентка Вольтера и других писателей XVIII века, хозяйка блестящего парижского салона философов. В письмах выказывала большой ум и независимость суждений.

## Биография
Уже воспитанницей монастыря она поражала окружающих редким умом и рано проснувшимся скептицизмом. Выйдя замуж за маркиза дю Деффана (1718), она вскоре покинула его (1722) и стала вести шумную светскую жизнь, исполненную романтических приключений. Среди её любовников был Шарль Эно, богач, президент парижского парламента и приближённый королевы, который ввёл её в круг герцогини Мэнской, где царила свобода нравов и где она познакомилась с Вольтером. С 1742 года у них завязалась дружеская переписка.
После смерти мужа Дюдеффан сняла квартиру в Париже на улице Сен-Домини́к (фр.), в здании монастыря (фр. couvent des Filles de Saint-Joseph); квартира имела отдельный вход с улицы. Каждый вечер она устраивала званые ужины, а по понедельникам (с 1749 года) — домашний салон, постоянными посетителями которого были Вольтер, д’Аламбер, Бюффон и другие. Замечательная собеседница, отзывчивая на все вопросы, волновавшие тогда общество, маркиза Дюдеффан была душой этого блестящего салона. Пламенная любовь к Хорасу Уолполу — «un incendie dans ses cheveux blancs», как выражается Барбе д’Оревильи, — представляет самый оригинальный инцидент в жизни маркизы Дюдеффан. Она вела обширную переписку с Вольтером, энциклопедистами, Уолполом и другими. Письма Дюдеффан обнаруживают тонкий, наблюдательный ум и большую независимость мысли, благодаря которой она не подпала безусловному влиянию энциклопедистов, а, напротив, беспристрастно критиковала мыслителей своего времени, не исключая и Вольтера. Из её многочисленных остроумных изречений наиболее известно ироническое замечание «Труден только первый шаг» (Il n’y a que le premier pas qui coûte), ставшее афоризмом. Оно было высказано в беседе с кардиналом де Полиньяком, который превозносил при ней мученическую смерть Дионисия Парижского, христианского святого III века, первого епископа Парижа. Он был обезглавлен на вершине Монмартра (ныне в черте Парижа), после чего по легенде взял свою голову, прошествовал с ней до храма и только там пал мёртвый.
56 лет от роду (в 1754 году) маркиза Дюдеффан ослепла. Её племянница Жюли де Леспинас сделалась её лектрисой и постепенно центром мужского внимания в салоне. С 1758 года наступила новая полоса в её жизни, ознаменованная разрывом с мадемуазель Леспинас (1764) и большинством энциклопедистов.
Маркиза Дюдеффан умерла в Париже в августе 1780 года. В некрологе, опубликованном в октябре 1780 года в «Литературной корреспонденции» (Correspondance littéraire, philosophique et critique de Grimme et Diderot), указывалось: «она умерла 24 сентября 1780 г. в возрасте 84 лет. Общество уже не находилось больше у неё, но без него она не могла обходиться даже в свою крайнюю старость. И после 80 лет она выезжала на званые обеды почти каждый день и бодрствовала до 3-4 часов утра. Её лучшие друзья, Люксембург, Шуазель и Камбиз».

## Издания
Её корреспонденция:
- с д’Аламбером, Эно, Монтескьё и др. (Париж, 1804);
- письма к Уолполу и к Вольтеру (Лондон, 1810; П., 1811—12 и 1827);
- «Correspondance inédite de m-me du Deffand» (П., 1859) — письма к герцогине Шуазёль (Louise Honorine Crozat, 1737—1801), жене Шуазёля;
- «Correspondance complète» 1865.

На основе её писем Александром Дюма в соавторстве с графиней Даш (псевдоним французской писательницы Габриэль Анна де Систерн де Куртира, виконтессы де Сен-Марс (фр. Gabrielle Anna de Cisternes de Courtiras, vicomtesse de Saint-Mars)) написан роман «Исповедь маркизы» (фр. Madame du Deffand) / другие названия: фр. Le Secrétaire de la marquise du Deffand (1857).